# Trachelas bispinosus
Espèce
Trachelas bispinosus est une espèce d'araignées aranéomorphes de la famille des Trachelidae.

## Distribution
Cette espèce se rencontre au Mexique, au Guatemala, au Costa Rica, au Panama et à la Trinité.

## Description
Les mâles mesurent 4,88 mm en moyenne et les femelles 5,63 mm.

## Publication originale
- F. O. Pickard-Cambridge, 1899 : Arachnida - Araneida and Opiliones. Biologia Centrali-Americana, Zoology. London, vol. 2, p. 41-88 (texte intégral).